# Moushan Shuiku
Moushan Shuiku är en reservoar i Kina. Den ligger i provinsen Shandong, i den östra delen av landet, omkring 190 kilometer öster om provinshuvudstaden Jinan. Moushan Shuiku ligger 73 meter över havet. Arean är 19,4 kvadratkilometer. Trakten runt Moushan Shuiku består till största delen av jordbruksmark. Den sträcker sig 6,6 kilometer i nord-sydlig riktning, och 6,6 kilometer i öst-västlig riktning.
Genomsnittlig årsnederbörd är 786 millimeter. Den regnigaste månaden är juli, med i genomsnitt 255 mm nederbörd, och den torraste är januari, med 10 mm nederbörd.